# Deborah Ann Woll

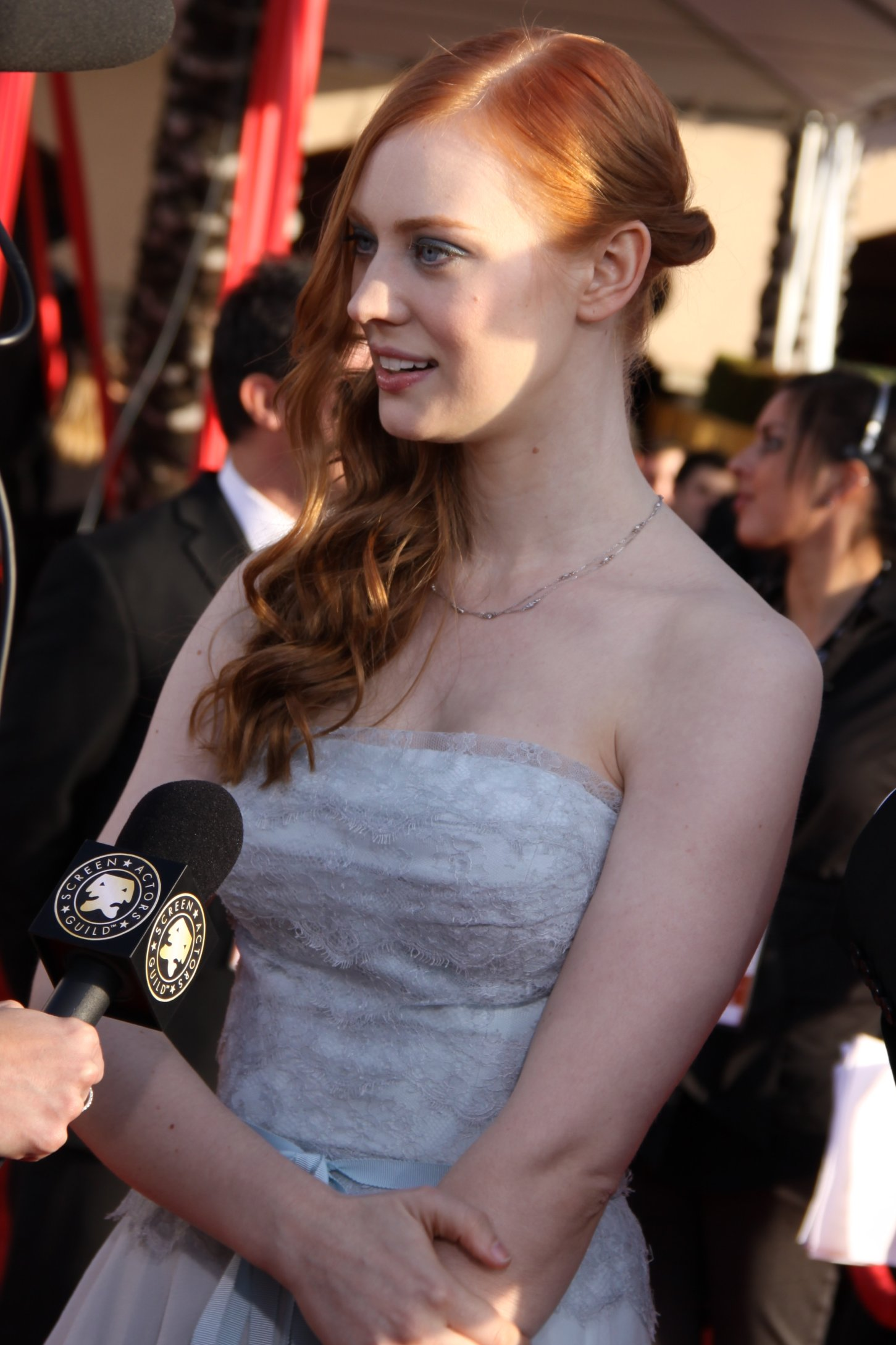
Deborah Ann Woll (2010)

Deborah Ann Woll (ur. 7 lutego 1985 w Nowym Jorku) – amerykańska aktorka, występowała m.in. w roli Jessiki Hamby w serialu Czysta krew.

## Życiorys
Dorastała w Brooklynie w Nowym Jorku, gdzie uczęszczała do Packer Collegiate Institute. Następnie przeniosła się do Los Angeles, by studiować na University of Southern California. Jej matka jest nauczycielem historii w Berkeley Carroll School w Brooklynie.

### Kariera
Wystąpiła w wielu serialach telewizyjnych, chociażby takich jak Ostry dyżur, CSI: Kryminalne zagadki Las Vegas, Na imię mi Earl czy Mentalista. Jednak największą popularność przyniosła jej rola Jessiki Hamby w serialu produkcji HBO Czysta krew. Aby przygotować się do roli oglądała bardzo dużo atakujących się zwierząt.
W thrillerze Mother’s Day, reżyserowanym przez Darrena Lynna Bousmana, zagrała córkę psychopatycznej matki (w tej roli Rebecca De Mornay). W filmie Little Murder partnerowała Joshowi Lucasowi.
Woll jest modelką magazynu „Vogue”.

## Filmografia

### Film
| Rok  | Tytuł                                   | Rola          | Uwagi            |
| ---- | --------------------------------------- | ------------- | ---------------- |
| 2008 | La Cachette                             | Sarah         | krótkometrażówka |
| 2010 | Mother’s Day                            | Lydia Koffin  |                  |
| 2011 | Little Murder                           | Molly         |                  |
| 2011 | Seven Days in Utopia                    | Sarah         |                  |
| 2011 | Someday This Pain Will Be Useful to You | Gillian Sveck |                  |
| 2011 | Paragraf 44                             | Dawn          |                  |
| 2012 | Ruby Sparks                             | Lila          |                  |
| 2013 | Highland Park                           | Lilly         |                  |
| 2014 | Meet Me in Montenegro                   | Wendy         |                  |
| 2015 | The Automatic Hate                      | Cassie        |                  |
| 2015 | Forever                                 | Alice         |                  |
| 2018 | Silver Lake                             | Mary          |                  |
| 2019 | Escape Room                             | Amanda Harper |                  |

### Telewizja
| Rok       | Tytuł                              | Rola                   | Uwagi                            |
| --------- | ---------------------------------- | ---------------------- | -------------------------------- |
| 2007      | Life                               | Nancy Wiscinski        | 1 odc.                           |
| 2008      | Aces 'N' Eights                    | Terrified Woman        | film TV                          |
| 2008      | Ostry dyżur                        | Aurora Quill           | 1 odc.                           |
| 2008      | CSI: Kryminalne zagadki Las Vegas  | Stephane               | 1 odc.                           |
| 2008      | Na imię mi Earl                    | Greta                  | 2 odc.                           |
| 2008      | Mentalista                         | Kerry Sheehan          | 1 odc.                           |
| 2008–14   | Czysta krew                        | Jessica Hamby          | główna obsada; 70 odc.           |
| 2009      | Prawo i porządek: sekcja specjalna | Lily Milton            | 1 odc.                           |
| 2010–2014 | True Blood: Jessica's Blog         | Jessica Hamby          | główna rola: 38 odc.             |
| 2013      | Axe Cop                            | Best Fairy Ever (głos) | 1 odc.                           |
| 2015–2018 | Daredevil                          | Karen Page             | gł. obsada; 39 odc.              |
| 2017      | Defenders                          | Karen Page             | gł. obsada; 4 odc.               |
| 2017–2019 | Punisher                           | Karen Page             | gł. obsada 1 sez., gość 2 sezon  |
| 2025–     | Daredevil: Odrodzenie              | Karen Page             | gość 1 sezon, gł. obsada 2 sezon |